# جوهان جوميس
جوهان جوميس (بالفرنسية: Johanne Gomis)‏ (11 يوليو 1985 في فرنسا - ) هي لاعبة كرة سلة فرنسية في مركز هجوم صغير الجسم، شاركت في بطولة كأس العالم لكرة السلة للسيدات 2010. ولعبت مع Challes-les-Eaux Basket ‏.

## وصلات خارجية
- جوهان جوميس على موقع الاتحاد الدولي لكرة السلة (الإنجليزية)
- جوهان جوميس على موقع كرة السلة الأوروبية.كوم (الإنجليزية)
- جوهان جوميس على موقع بروبوليرز (الإنجليزية)